# Diemerode (Schwalmstadt)
Koordinaten: 50° 56′ 31″ N, 9° 10′ 26″ O
Diemerode ist eine Wüstung in der heutigen Gemarkung von Dittershausen, einem Stadtteil von Schwalmstadt im nordhessischen Schwalm-Eder-Kreis. Die Siedlung lag nordnordwestlich von Rommershausen, nördlich des Todenbachs und westlich der heutigen Landesstraße L 3145 auf 222 m Höhe.
Der Ort wurde im Jahre 1317 erstmals urkundlich erwähnt, als Bruno genannt Buchsorge dem Kloster Spieskappel seine Güter im Dorf (villa) Diemerode verpfändete. Bereits um 1367 scheint der Ort wüst gelegen zu haben, als 1367 der Bürger Lotze Wantbach und seine Ganerben aus Kassel eine halbe Hufe Land, im Felde zu Dymenrode gelegen, dem Grafen Gottfried VII. von Ziegenhain verkauften. Letztmals urkundlich erwähnt wurde Diemerode 1371, als die Meysenbug bekannten, dass ihnen Graf Gottfried VII. von Ziegenhain und sein gleichnamiger Sohn je zur Hälfte ihren Besitz zu Diemerode, soweit dieser Besitz nicht zu dem ihnen bereits zuvor versetzten Gericht zur Landsburg gehörte, versetzt hatten und dass diese Güter an die Grafen zurückfallen sollten, wenn letztere bei Einlösung der Pfandschaft Landsburg diese Pfandsumme mitbezahlten.